# 马尼朗贝尔
马尼朗贝尔（法語：Magny-Lambert，法語發音：[maɲi lɑ̃bɛʁ]）是法国科多尔省的一个市镇，属于蒙巴尔区。

## 地理
马尼朗贝尔（47°41'2"N, 4°34'44"E）面积12.78 平方千米，位于法国勃艮第-弗朗什-孔泰大區科多尔省，该省份为法国中东部省份，北起奥布省，西接涅夫勒省和约讷省，南至索恩-卢瓦尔省，东南接汝拉省，东临上索恩省，东北部与上马恩省接壤。
与马尼朗贝尔接壤的市镇（或旧市镇、城区）包括：瑟蒙、昂皮伊莱博尔德、绍姆莱拜尼厄、茹尔莱拜尼厄、塞纳河畔克米尼、塞纳河畔圣马克、维莱讷昂迪埃穆瓦、塞纳河畔贝勒诺、迪埃斯穆瓦地区丰泰内。

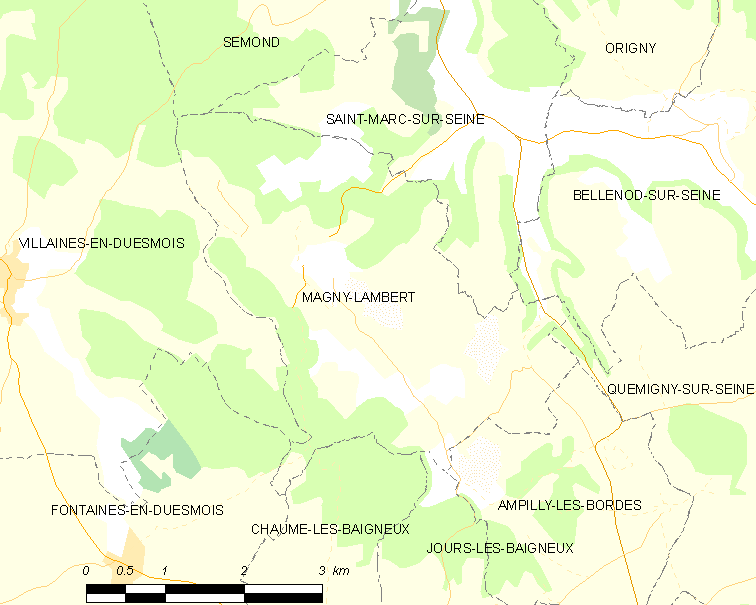
马尼朗贝尔的OSM定位图

马尼朗贝尔的时区为UTC+01:00、UTC+02:00（夏令时）。

## 行政
马尼朗贝尔的邮政编码为21450，INSEE市镇编码为21364。

## 政治
马尼朗贝尔所属的省级选区为塞纳河畔沙蒂永县。

## 人口

1962-2008年间马尼朗贝尔人口变化图示

马尼朗贝尔于2022年1月1日时的人口数量为85人。